# 二手貨

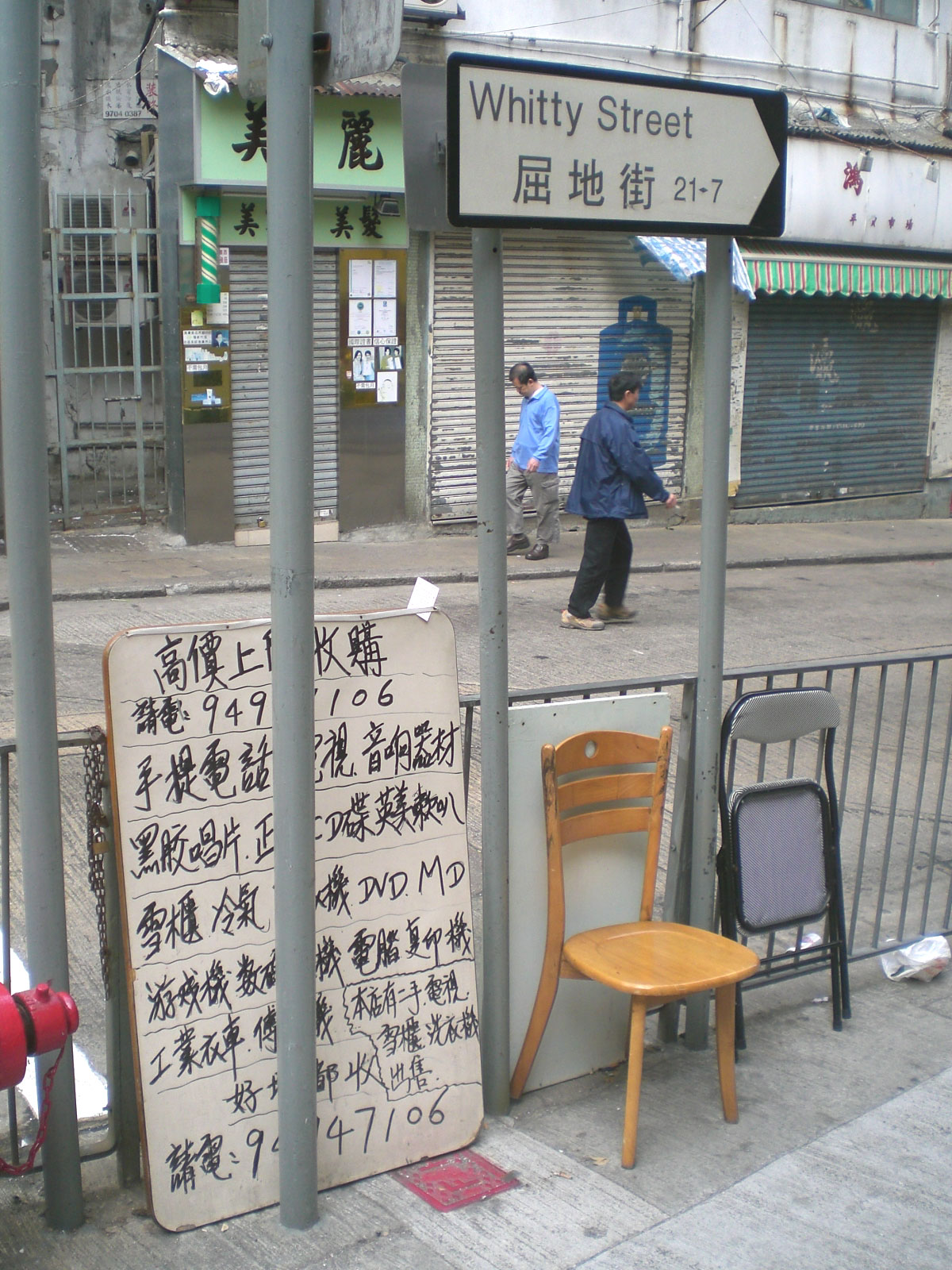
街上設置的二手貨收買站生意

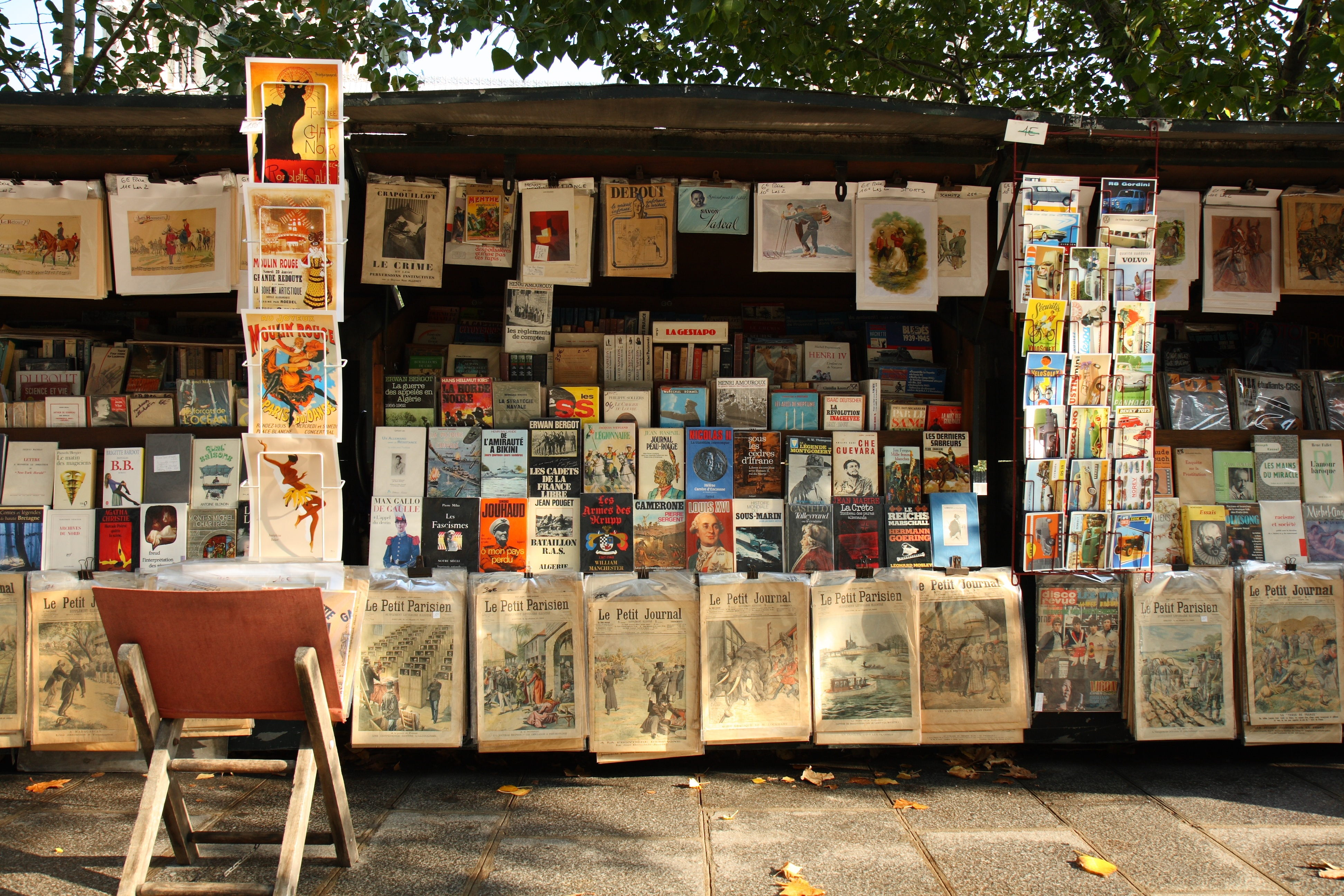
巴黎圣母院旁的二手书摊

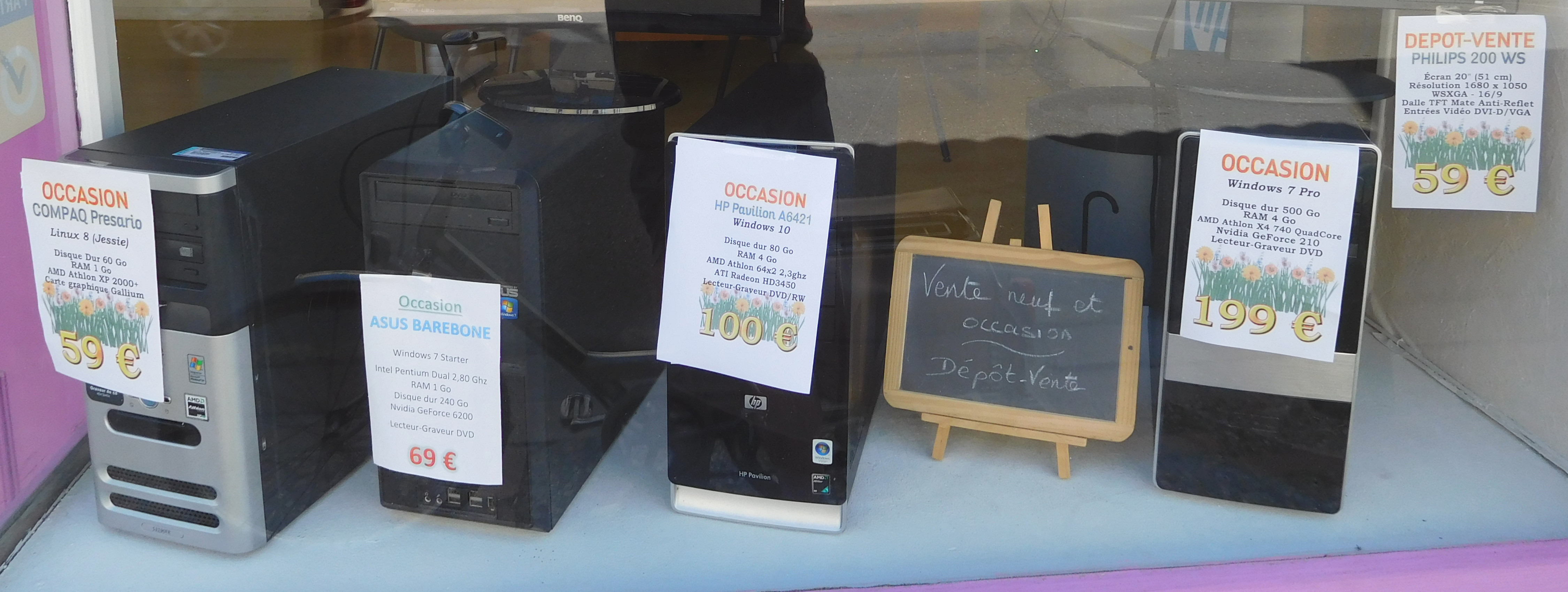
四台待售的二手电脑

二手貨，或稱中古品，一般指曾被購買，經已被使用過的商品或貨物。
二手貨大部分曾經被使用，價格亦會比全新貨品為低，例如二手車，一般會與貨品的外觀與損耗程度成比例；但亦有部分，例如藝術品，或者限量發售貨品等收藏品，很少被使用過。這些很少被使用的收藏品，二手價格可能比一手價格更高，例如古董錶，價格則與其罕有程度成比例，因為經濟學所說的物以稀為貴。

## 二手貨品店舖
在世界各地，均有專門收購及轉售二手貨品的店舖，它們一般會以現金向欲放售物品的客戶收購貨品，並以較回收價高，但較全新貨品較低的價格出售，並依靠此價格差距獲得盈利。對罕有的收藏品，則回收價及轉售價皆可能比原售價為高。在日本更可找到自助式的二手貨品店。
香港二手貨品店舖集中地包括鴨寮街、先達廣場等地。日本東京的秋葉原及大阪的心斎橋亦是二手店舖的集中地。馬來西亞二手貨品攤集中地包括怡保的何里街及吉隆坡的茨厰街等等。北京也有很多以销售二手货品和古玩为主的市场，其中最知名的是潘家园旧货市场。在台灣台北市，牿嶺街、光華商場曾有不少專賣二手書籍的店家，新北市的重新橋下朝市也有販售二手貨的攤商。

## 二手買賣問題
二手商品會有折舊及法律等問題產生，因此大型商品如中古車、中古屋通常有專業的仲介商以評鑑品質。電器產品則有廢棄、回收、甚至資料安全等問題。收購二手商品的店家為避免收購到贓物而負擔刑事責任，通常會要求買方出示身分證件。收購一些高單價的二手商品更要求賣方出示來源證明。
而像書籍、軟體等商品一般為買斷性質，其二手貨不論轉手幾次，原發行商都不會獲得任何利益。因此當二手市場越活絡，越影響一次發行商（製造商）本來的市場。包括大日本印刷、講談社、小學館、集英社4家大型出版社在內，共6家出版社在2009年5月取得日本最大二手貨流通業者BOOK OFF約30%的股份，為利益衝突改變成互存關係的一個例子。

## 主要市集或平台
- eBay
- 北京潘家园旧货市场
- 摩羅街
- 闲鱼

## 相關
- 古董
- 收買佬
- 二手市場
- 跳蚤市場
- 環境保護